# Protagoras
Protagoras (griechisch Πρωταγόρας Prōtagóras; * vermutlich um 490 v. Chr. in Abdera; † vermutlich um 411 v. Chr.) war ein antiker griechischer Philosoph. Er zählt zu den bedeutendsten Sophisten. Für ihn war der Mensch das Maß aller Dinge und die Existenz der Götter bezweifelte er. Seine Schriften sind nicht erhalten.

## Leben
Die Lebensdaten des Protagoras sind nicht bekannt. Üblicherweise nimmt man an, dass er um 490 v. Chr. geboren wurde und um 411 v. Chr. gestorben ist. Die wenigen vorliegenden Informationen zu seiner Biographie sind widersprüchlich und unsicher. Sein Vater hieß Artemon oder Maiandrios. Seine Heimatstadt war ziemlich sicher Abdera, es wird aber auch von Teos gesprochen. Möglicherweise wohnte der persische Herrscher Xerxes im Haus des reichen Vaters von Protagoras, als er auf dem Weg ins von ihm angegriffene Griechenland war. Falschinformationen dürften sein, dass er Schüler des (wahrscheinlich älteren) Demokrit, auch dass er erst Holzträger und dann Sekretär des Demokrit gewesen sein soll. Während seiner Aufenthalte in Athen setzte sich Protagoras vermutlich für den mächtigen Politiker Perikles ein, von dem er in der Folge beauftragt wurde, die Gesetze der neugegründeten Stadt Thurioi zu entwerfen. Es ist umstritten, wie oft Protagoras sich in Athen aufgehalten und wie lange er dort gewohnt hat; jedenfalls soll er 411 v. Chr. infolge eines Asebieprozesses aus Athen verbannt worden, daraufhin nach Sizilien abgereist und bei der Überfahrt ertrunken sein. Auch über den Umfang seiner politischen Tätigkeit in Athen gibt es innerhalb der Forschung verschiedene Ansichten. Nach dem Zeugnis Platons, der einen Dialog namens Protagoras verfasst hat, war Protagoras ein wichtiger und erfolgreicher Lehrer. So habe der Sophist mehr Geld verdient als der berühmte Phidias samt zehn weiteren Bildhauern.

## Lehre

### Homo-Mensura-Satz (Der Mensch ist das Maß aller Dinge)
Die bekannteste sophistische Lehraussage überhaupt ist ein von Protagoras überlieferter, zu einem geflügelten Wort gewordener Satz, der sogenannte Homo-Mensura-Satz. Er lautet: „Der Mensch ist das Maß aller Dinge, der seienden, dass (oder: wie) sie sind, der nichtseienden, dass (oder: wie) sie nicht sind.“ Sowohl die genaue Übersetzung wie die Interpretation dieses Satzes sind umstritten. Platon ordnet den Satz der verlorenen Schrift Alḗtheia (Wahrheit) zu, Sextus Empiricus der ebenfalls verlorenen Schrift Katabállontes (Niederwerfende Reden); möglicherweise sind die beiden identisch.

Platon, bei dem der Satz überliefert ist, interpretiert: „Nicht wahr, er meint dies so: Wie ein jedes Ding mir erscheint, ein solches ist es auch mir, und wie es dir erscheint, ein solches ist es wiederum dir.“ Es wäre dann aber schwer, auch nur die Behauptung aufzustellen, dass es sich bei einem Wind um einen kalten handle, da er dem einen möglicherweise kalt erscheine, der andere ihn als warm wahrnehme. Und auch eine allgemein gültige Definition, was Gerechtigkeit sei, wäre schwer zu geben: „Wie einer jeden Stadt Gerechtes und Gutes scheint, so ist es für sie, solange sie davon überzeugt ist.“ Eine andere Interpretation geht davon aus, dass der Mensch gemeint sei. Nicht die einzelne Person, sondern „der Mensch allgemein“ wäre dann das Maß aller Dinge. Die Dinge wären so, wie sie „dem Menschen“ erscheinen; eine Position, die an die Erkenntnistheorie Kants erinnert. Eine wiederum andere Interpretation liefert der Nationalökonom Leopold Kohr. Demnach ist der einzelne Mensch das Maß aller Dinge, nicht die Nation, die Ethnie, die Partei, das Universum, die Zeit usw. Deshalb sollten alle politischen, wirtschaftlichen und sozialen Unternehmungen des Menschen dieses Maß „der einzelne Mensch“ im Auge behalten, da sie sonst in Maßlosigkeit ausufern würden.

### Rhetorik, Sprachwissenschaft und Grammatik
In einem weiteren Bruchstück der protagoreischen Lehre heißt es, es komme in einer Debatte darauf an, das vertretene Argument, auch wenn es das schwächere sei, zum stärkeren zu machen. Es geht dem Sophisten also nicht um die Wahrheit, ob sein Argument wirklich stimme, sondern bloß darum, dass sein Argument, ob wahr oder falsch, die anderen Argumente besiege. Man geht davon aus, dass hier von einer Argumentationstechnik die Rede ist, die Protagoras seinen Schülern im Fach Rhetorik beibrachte.
Platon schreibt Protagoras eine Lehre vom korrekten Gebrauch des sprachlichen Ausdrucks zu. Aristoteles erwähnt eine grammatische Unterscheidung des Protagoras, nämlich der Hauptworte in die drei Genera männlich, weiblich und unbeseelt.

### Logik
Auch die Interpretation eines Bruchstücks zur Logik des Protagoras ist umstritten. „Es gibt über jede Sache zwei einander entgegengesetzte Aussagen.“ Die einfachste Interpretation ist, dass gemeint ist, dass man einer beliebigen Sache ein beliebiges Prädikat zusprechen oder absprechen kann. Zum Beispiel „Sokrates ist ein Mensch“ und „Sokrates ist kein Mensch“. Dies deckt sich auch mit Auffassung von Diogenes Laertios, der berichtete: „Protagoras hat zuerst behauptet, es gäbe von jeder Sache zwei Standpunkte, die einander gegenüberständen. Aufgrund dieser richtete er auch Fragen [an seine Hörer], ein Verfahren, das er zuerst aufgebracht hat.“

### Religion
In einer nicht erhaltenen Schrift namens Perì theôn (Über die Götter) schrieb Protagoras: „Was die Götter angeht, so ist es mir unmöglich, zu wissen, ob sie existieren oder nicht, noch, was ihre Gestalt sei. Die Kräfte, die mich hindern, es zu wissen, sind zahlreich, und auch die Frage ist verworren und das menschliche Leben kurz.“ Protagoras zeigt sich hier als Agnostiker. Weder könne man sagen, ob es Götter gibt, noch wie sie beschaffen sein könnten. So war er auch bereits bald nach seinem Tod als Zweifler an der Existenz der Götter bekannt.

## Überlieferung
Seine zahlreichen von antiken Autoren erwähnten Schriften sind heute verloren. Unser Wissen über Protagoras' Lehre beruht daher nur auf Berichten anderer antiker Quellen. Einer dieser Berichte stammt von Sextus Empiricus, welcher den Homo-mensura-Satz folgendermaßen erläutert (ob diese Erläuterung von Protagoras selbst stammt, ist umstritten, dennoch gibt sie wichtige Hinweise zur Interpretation des Satzes): Protagoras meine, dass sich „die Begriffe (logoi) von allen Erscheinungen in der Materie fänden, so dass die Materie als solche alles sein könne, was sie allen scheine. Die Menschen indes erfassten bald dieses, bald jenes, entsprechend ihren verschiedenen Zuständen.“ Laut Sextus' Bericht ist Protagoras zwar ein Vertreter des Subjektivismus und Relativismus, doch der Einfluss des Eleatismus, der eine objektive Wahrheit annimmt, ist deutlich, da die Spanne aller Erscheinungsmöglichkeiten eines Objektes in diesem selbst (d. h. in dessen Materie) angelegt ist. Der Mensch nimmt (wie durch einen Filter) aber nur eine Erscheinungsmöglichkeit wahr. So ist der gleiche Wind für den einen kalt, für den anderen warm. Wärme und Kälte liegen aber im Wind begründet, nicht im Menschen.

## Rezeption
Aufgrund seines Bekenntnisses, nichts über die Götter wissen zu können, ist es Protagoras auch unmöglich, irgendwelche göttlichen Maße oder Bewertungen göttlichen Ursprungs anzugeben. Darum ist sein Homo-mensura-Satz der Ausdruck menschlicher Bescheidenheit, als Mensch nicht über göttliche Maßstäbe verfügen zu können, sondern ausschließlich über menschliche. Protagoras wurde seine Bescheidenheit von der Antike an bis heute als Überheblichkeit ausgelegt, allerdings von solchen Denkern, die der Ansicht waren, dass ihnen sicheres Wissen zugänglich sei. Dies gilt für Platon und Aristoteles ebenso wie für ungezählte christliche Theologen.
Platon befasst sich im Dialog Theaitetos mit Protagoras' Lehre. Im Dialog Protagoras macht er ihn zur Titelgestalt. Dort lässt er ihn im Gespräch mit Sokrates einen Schöpfungsmythos der Menschheit formulieren, der als mythische Einkleidung einer Demokratietheorie verstanden werden kann.
Gewürdigt wurden an Protagoras seine Tätigkeit als Lehrer im Interesse des Gemeinwesens, sein gründliches Nachdenken über den Menschen und seine Begründung eines mythenfreien Philosophierens.

## Bildnisse und Mondkrater
Eine Zeit lang hielt man eine Figur für Protagoras, weil jemand die heute nicht mehr lesbaren Buchstaben PROTAG in den Sockel der Figur geritzt hatte. Heute geht man davon aus, dass sie doch jemand anderen abbildet. Der Mondkrater Protagoras ist nach Protagoras benannt.